# Fenenna kujawska
Fenenna (ur. między 1268 a 1277, zm. pod koniec 1295) – księżniczka kujawska (inowrocławska), królowa węgierska z dynastii Piastów.
Córka księcia inowrocławskiego Ziemomysła i Salomei, córki księcia tczewskiego Sambora II. Bratanica Władysława I Łokietka. Żona króla Węgier Andrzeja III z dynastii Arpadów.
Fenenna pojawia się tylko w dwóch polskich źródłach: Genealogii św. Jadwigi i Rocznikach Jana Długosza, a także w źródłach węgierskich. Genealogia przekazała, że była ona córką Ziemomysła inowrocławskiego poślubioną przez niewymienionego z imienia króla Węgier. Korzystający z tego źródła Długosz dodał, że Piastówna wyszła za mąż za króla Stefana V. Ta niepoparta źródłami i błędna informacja utrzymywała się w literaturze do XVIII w. Dopiero w następnym stuleciu Fenenna została zidentyfikowana jako żona Andrzeja III.
Co prawda Fenenna nie odgrywała znaczącej roli na węgierskim dworze, jednakże wzmacniała sojusz pomiędzy jej mężem a stryjem Władysławem Łokietkiem, korzystny dla kujawskiego Piasta w trakcie walk m.in. z królem Czech Wacławem II. Wkrótce po jej śmierci Andrzej III związał się z Przemyślidą, czego wyrazem były zaręczyny ich córki Elżbiety z królewiczem czeskim Wacławem.

## Życiorys

### Narodziny
Jako córka Ziemomysła inowrocławskiego Fenenna jest poświadczona przez Genealogię św. Jadwigi. Małżeństwo jej rodziców zostało zawarte w pierwszej połowie lutego 1268. Jeżeli była ona najstarszym dzieckiem książęcej pary, to mogła urodzić się jeszcze w tym samym roku. Wychodząc za mąż w 1290, zgodnie z ówczesnym prawem kanonicznym, musiała mieć ukończonych 12 lat, natomiast gdy w 1292 zostawała matką, najprawdopodobniej liczyła co najmniej 15 lat. W związku z powyższym datę jej narodzin ustala się na lata między 1268 a 1277.
W kwestii kolejności narodzin potomstwa Ziemomysła inowrocławskiego i Salomei pomorskiej badacze nie są zgodni. Powszechnie przyjmuje się, że Fenenna urodziła się jako drugie dziecko książęcej pary, po Eufemii a przed Leszkiem. W literaturze można spotkać się też z poglądem, że Fenenna była najstarszym dzieckiem księcia inowrocławskiego. Istnieje również hipoteza, że trzy córki Ziemomysła (Eufemia, Fenenna i Konstancja) urodziły się przed synami (Leszkiem, Przemysłem i Kazimierzem), gdyż ci wiek sprawny osiągnęli zdecydowanie później niż one. Na tej podstawie wyciągany jest wniosek, że narodziny Fenenny i jej dwóch sióstr mogły nastąpić w początkowym okresie trwania małżeństwa rodziców (w latach 1268–1271), natomiast chłopcy urodzili się po wyraźnym kilkuletnim odstępie.
Imię Fenenny jest pochodzenia biblijnego, w przekładzie Jakuba Wujka nosiła je jedna z dwóch żon Elkany, ojca proroka Samuela. W Polsce imię to występowało bardzo rzadko. Księżniczka kujawska była jedyną przedstawicielką dynastii piastowskiej noszącą to miano.

### Małżeństwo z Andrzejem III

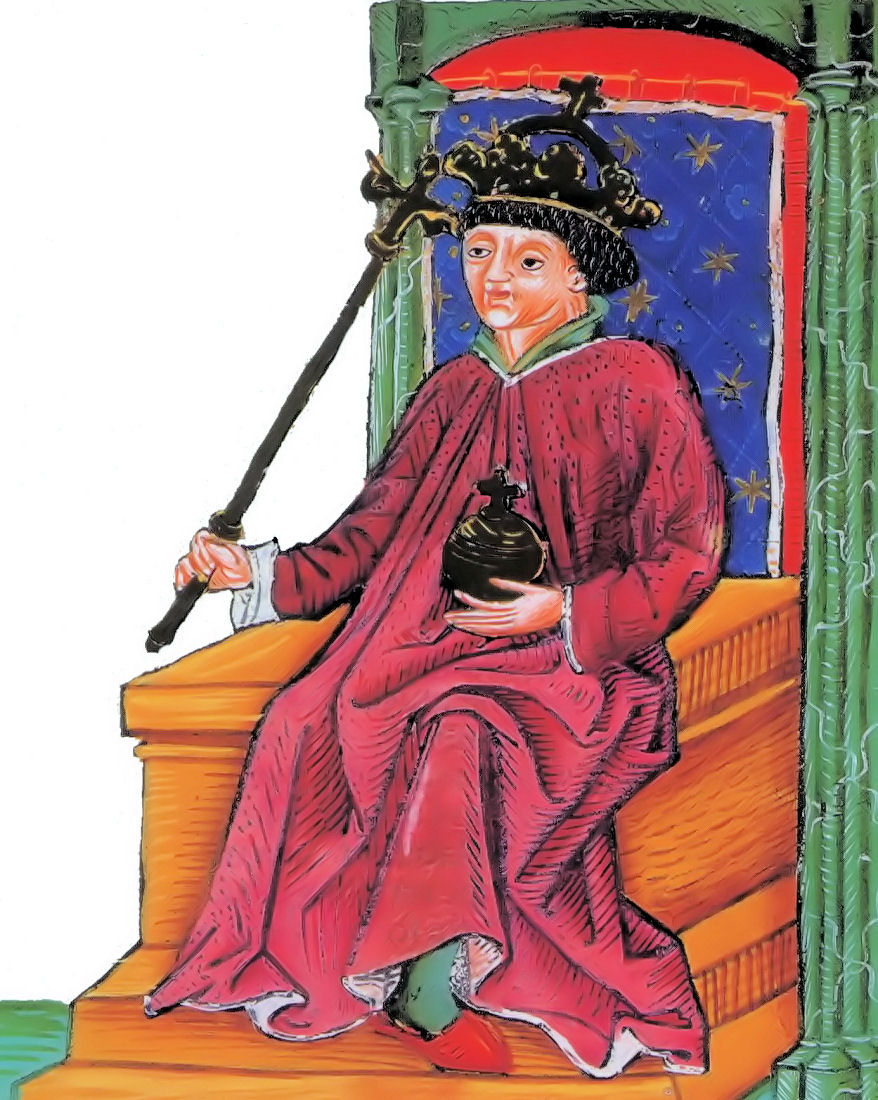
Andrzej III według miniatury z Kroniki węgierskiej

Genealogia św. Jadwigi podała, że Fenenna została poślubiona przez króla Węgier. Według Jana Długosza władcą tym miał być Stefan V. Choć przekaz polskiego kronikarza nie ma oparcia w źródłach i jest fałszywy (Stefan V zmarł w 1272), to jeszcze w XVIII stuleciu utrzymywał się jako prawdziwy. Mężem Piastówny kujawskiej był Andrzej III, co znajduje dostatecznie potwierdzenie w źródłach węgierskich. Z okresu jego panowania, z lat 1290–1295, zachowało się kilkanaście dokumentów wystawionych przez królową węgierską, która podpisywała się jako Fenena, Fennena, Fenenna lub w skrócie F.. W dwóch dokumentach z 1290 monarchini nadała przywileje podkanclerzemu swojego męża Teodorowi w podziękowaniu za liczne zasługi poczynione wobec niej, a w szczególności za podjęcie się pertraktacji przedślubnych, na które przybył do Polski. Legenda na węgierskiej pieczęci Fenenny z 1291 poświadcza, że królowa była córką Ziemomysła. Wreszcie za małżeństwem Piastówny z Arpadem przemawia bliska współpraca jej stryja z węgierskim monarchą.
W lipcu 1290 Andrzej III został koronowany na króla Węgier. Jednym z jego pierwszych postanowień było zawarcie przymierza z Polską, w szczególności z księciem Władysławem Łokietkiem. We wrześniu przybył do Polski na rokowania przedślubne podkanclerzy Teodor. Najpóźniej 9 października powrócił na Węgry wraz z księżniczką kujawską już jako narzeczoną Andrzeja. Wówczas odbyły się zaślubiny. Z 1290 pochodzą trzy dokumenty Fenenny jako żony Andrzeja i królowej węgierskiej, z których tylko jeden zawiera datę dzienną – 24 listopada. Wobec tego małżeństwo Piastówny i Arpada zostało zawarte między wrześniem a 24 listopada 1290. Wraz z uroczystością ślubną albo też niedługo po niej nastąpiła koronacja Fenenny na królową węgierską.
Małżeństwo to było częścią polityki dynastycznej prowadzonej przez stryja Fenenny, Władysława Łokietka, mającej na celu pozyskiwanie sojuszników. Układ węgiersko-kujawski okazał się korzystny dla obydwu stron. Książę kujawski pomógł Andrzejowi III w usunięciu uzurpatora, który zgłaszał pretensje do tronu Węgier, podając się za brata poprzedniego króla Władysława IV Kumańczyka. W zamian węgierskie posiłki wspierały Łokietka w walkach przeciw królowi Czech Wacławowi II i przeciwko księciu głogowskiemu Henrykowi III. Dokument Andrzeja III z 1293 donosi, że na pomoc księciu kujawskiemu został wysłany liczny poczet szlachty. W akcie tym król Węgier wynagrodził dwóch panów węgierskich, Pawła i Serafila, za odznaczenie się w zdobyciu Prędocina. Natomiast Rocznik Traski i Rocznik Sędziwoja informują pod 1297, że Władysław Łokietek z pomocą Węgrów i Wielkopolan najechał na Śląsk.

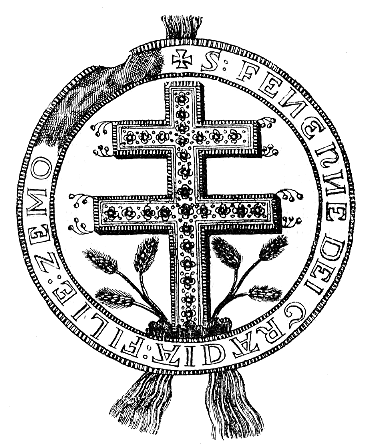
Pieczęć królowej Fenenny przy dokumencie z 1291 (XIX-wieczny rysunek zaginionego oryginału)

Z zachowanych dokumentów Fenenny nie wynika, aby Piastówna odgrywała większą rolę na węgierskim dworze. Niemniej była osobą znaczącą dla istnienia sojuszu pomiędzy stryjem Władysławem Łokietkiem a mężem. Po jej śmierci Andrzej III zawarł porozumienie z przeciwnikiem Łokietka, Wacławem II. Jego umocnienie stanowiły zaręczyny córki węgierskiego monarchy, Elżbiety, i syna króla Czech, Wacława, do których doszło w 1298. Projekt małżeński nie został jednak zrealizowany.
Mąż Fenenny urodził się między 1265 a 1270. Pochodził ze związku księcia Slawonii Stefana Pogrobowca i Tomasiny Morosini. Po ojcu był formalnie wnukiem króla Węgier Andrzeja II. W 1290 objął panowanie na Węgrzech. Po śmierci Fenenny poślubił Agnieszkę, córkę księcia Austrii i późniejszego króla niemieckiego Albrechta I Habsburga. Małżeństwo to było bezdzietne. Andrzej III zmarł 14 stycznia 1301. Był ostatnim władcą Węgier z dynastii Arpadów.
Fenenna i Andrzej mieli jedno dziecko – w 1292 urodziła się im córka Elżbieta. Po zerwaniu zaręczyn z Wacławem czeskim została zmuszona przez macochę Agnieszkę do wstąpienia do klasztoru dominikanek w Töss, leżącym obecnie w Szwajcarii. Była ostatnią przedstawicielką dynastii Arpadów.

### Śmierć
Źródła milczą na temat śmierci Fenenny. Wobec tego data zgonu została ustalona na podstawie przekazów kronik austriackich o zaślubinach Andrzeja III z drugą żoną, Agnieszką Habsburg, i dokumentów wystawionych przez małżonki ostatniego Arpada. Większość źródeł historiograficznych o drugim ślubie Andrzeja informuje pod rokiem 1296, tylko jedno podaje, że miał on miejsce w zapusty 1295. Przy zaistniałej sprzeczności przyjmuje się, że poprawna jest data późniejsza, przekazana przez kilka po części niezależnych od siebie źródeł. W dokumentach królowych węgierskich również zachodzi sprzeczność w datach. Ostatni dokument wystawiony przez Fenennę pochodzi z 8 września 1295, podczas gdy pierwszy dokument Agnieszki nosi datę 1 maja 1295. Jako że małżeństwo Andrzeja III z księżniczką austriacką zostało zawarte w 1296, data roczna w dokumencie Habsburżanki musiała zostać przesunięta o rok wstecz. W związku z powyższym przyjmuje się, iż ślub Andrzeja z Agnieszką odbył się w zapusty 1296, po odbyciu krótkiej żałoby po śmierci Fenenny i szybkich rokowaniach przedślubnych. Zatem Piastówna zmarła pod koniec 1295.
Miejsce pochówku Fenenny nie jest znane.